# Christian Petzold
Christian Petzold (ur. 14 września 1960 w Hilden) – niemiecki reżyser i scenarzysta filmowy. Jeden z czołowych twórców współczesnej kinematografii niemieckiej.

## Życiorys
Urodził się w 1960 w Hilden w Nadrenii Północnej-Westfalii, ale od 1981 mieszka na stałe w Berlinie. Studiował germanistykę i teatr na Wolnym Uniwersytecie Berlińskim, a następnie - w latach 1988-1994 - reżyserię w Niemieckiej Akademii Filmowej i Telewizyjnej (DFFB). W trakcie studiów pracował jako asystent reżysera u Haruna Farockiego i Hartmuta Bitomsky'ego.
Debiutem fabularnym Petzolda był telewizyjny film Pilotinnen (1995), po którym zrealizował jeszcze kilka filmów dla telewizji. Jednakże dopiero kinowa Decyzja (2000) zwróciła na niego uwagę krytyki i przyniosła mu Niemiecką Nagrodę Filmową za najlepszy film roku.
W następnym filmie reżysera, Wolfsburgu (2003), po raz pierwszy zagrała u niego Nina Hoss. Aktorka ta, grająca główne role w sześciu filmach Petzolda, stała się jego muzą i niemalże symbolem całej twórczości. Sam Wolfsburg przyjęto bardzo ciepło - obraz zdobył Nagrodę FIPRESCI w sekcji "Panorama" na 53. MFF w Berlinie.
Od tego czasu kolejne filmy Petzolda trafiały regularnie do konkursów czołowych europejskich festiwali filmowych. Duchy (2005) miały swoją premierę w konkursie głównym na 55. MFF w Berlinie, Yella (2007) - na 57. Berlinale, a dramat o miłosnym trójkącie Jerichow (2008) zaprezentowano na 65. MFF w Wenecji. 
Największy rozgłos przyniosła Petzoldowi Barbara (2012), którą nagrodzono Srebrnym Niedźwiedziem dla najlepszego reżysera na 62. MFF w Berlinie i nominowano do Europejskiej Nagrody Filmowej dla najlepszego filmu. Obraz opowiadał historię inwigilowanej lekarki, którą władze NRD zmusiły do przeniesienia się do szpitala na głębokiej prowincji. Główną rolę zagrała, jak nietrudno zgadnąć, Nina Hoss.
Hoss była również twarzą zaprezentowanego na MFF w San Sebastián nietypowego filmu o Holocauście Feniks (2014), który zdobył tam Nagrodę FIPRESCI. W dwóch ostatnich obrazach Petzolda, Tranzyt (2018) i Undine (2020), główną rolę zagrała jego nowa muza Paula Beer. Kreacja w drugim z nich przyniosła jej Srebrnego Niedźwiedzia dla najlepszej aktorki na 70. MFF w Berlinie oraz Europejską Nagrodę Filmową.
Petzold zasiadał w jury konkursu głównego na 77. MFF w Wenecji (2020) oraz na 74. MFF w Berlinie (2024).

## Filmografia

### Reżyser

#### Filmy kinowe
- 2000: Decyzja (Die innere Sicherheit)
- 2003: Wolfsburg
- 2005: Duchy (Gespenster)
- 2007: Yella
- 2008: Jerichow
- 2012: Barbara
- 2014: Feniks (Phoenix)
- 2018: Tranzyt (Transit)
- 2020: Undine

#### Filmy telewizyjne
- 1995: Pilotinnen
- 1996: Cuba Libre
- 1998: Die Beischlafdiebin
- 2001: Martwy człowiek (Toter Mann)[6][7]